# Skolopendrowate
Skolopendrowate (Scolopendridae) – rodzina dużych pareczników z rzędu skolopendrokształtnych.
Należące tu pareczniki mają po 4 pary oczu prostych na bokach płytki głowowej, rozmieszczone na planie rombów. Są pozbawione bruzd poprzecznych na sternitach tułowia. Ich stopy są dwuczęściowe, a szczękonóża odznaczają się obecności wyrostka na trochanteroprefemur i długim, kielichowatym ujściem gruczołów jadowych.
Analizy morfologiczne Edgecombe i Kocha z 2008 oraz molekularne Vahtery i innych z 2013 potwierdzają monofiletyzm skolopendrowatych. Te ostatnie wskazują również na monofiletyzm obu zaliczanych tu podrodzin: Otostigminae i Scolopendrinae, natomiast poważnie podważają monofiletyzm wielu rodzajów Otostigminae. 
Do skolopendrowatych należą rodzaje:
- Akymnopellis Shelley, 2008
- Alipes Imhoff, 1854
- Alluropus Silvestri, 1911
- Arthrorhabdus Pocock, 1891
- Asanada Meinert, 1885
- Campylostigmus Ribaut, 1923
- Colobopleurus Kraepelin, 1903
- Cormocephalus Newport, 1845
- Digitipes Attems, 1930
- Edentistoma Tömösváry, 1882
- Ethmostigmus Pocock, 1898
- Hemiscolopendra Kraepelin, 1903
- Kanparka Waldock et Edgecombe, 2012
- Notiasemus L.E. Koch, 1985
- Otostigmus Porat, 1876
- Psiloscolopendra Kraepelin, 1903
- Rhoda Meinert, 1886
- Rhysida Wood, 1862
- Scolopendra Linnaeus, 1758
- Scolopendropsis Brandt, 1841
- Sterropristes Attems, 1934